# 角頭
角頭是一個台灣民間俚語，常用來形容一些地方上的「仕紳」、「頭目」，通常是指某個地區的地方勢力領袖。在臺灣一些地方曾經出現過許多角頭，他們經常以暴力手段維護自己的權益，並且在當地擁有著相當大的勢力。現今「角頭」一詞已經脫離了最初的意涵，時常與本地勢力的黑幫頭目劃上等號，有時也被用來形容一些在某一特定領域或行業中有著極高地位或權威的人物。

## 角頭的沿革
「角頭」，是對自然村（聚落）以下分區的稱呼，最早先人由閩粵沿海冒險渡過黑水溝，從西部沿海發展港市開始，最先是由同宗親、同氏族或同鄉里的，聚居於某個村落或街市的一方，並藉由對宗教的信仰及活動方式，凝聚成一股地方勢力活躍於此地的「莊頭組織」；所以地方角頭都有主要的「角頭廟」（祭祀「境主神」的廟；如王爺公、大道公、仙公、祖師公、媽祖、三太子等）作為信仰及力量凝聚的中心：之後，又因分房、分宗，發展出分支旁系，除依舊供「主神」外，也奉地方神明或自家「守護神」；因此可藉由角頭廟宇的轄境、神明出巡遶境的路線及收取錢財的家戶來確立其範圍。
對「宗教組織」的角頭而言，陣頭成為其「宗教活動」形式的其中一種。台灣早期務農社會在農閒時，各聚落村民短暫組成各式陣頭團體，盛裝參與當地廟會的祭典及遶境的酬神儀式，是『表演』也具備『娛樂性』，在當時農業社會可算是少見的大型公眾活動；只是在歷經閩、客、原住民分類械鬥的文化衝擊以及異族長期統治的歷史因素，為了自身及村莊的安全，演變成為地方角頭藉由宗教名義，以家傳武術及軍事方式訓練出一群當地壯丁（含一些不事生產者、羅漢腳等），組成地方武力來捍衛家園的一種方式，而發展出常駐型的陣頭（多武陣頭，如宋江陣、官將等），成為帶有武裝力量的聚落宗教團體。後來地方角頭常會在廟會迎神賽事及巡境之時，以自家陣頭的各種表演來展現其地方武力及團結能力，有時也會在此刻藉機處理各莊頭長期間的矛盾與不滿，以各種藉口促成陣頭的流血衝突，因此後來的陣頭表演有了許多的禁忌。
近年來，還是有少部分角頭組織仍保留了「宗教活動性質並延續了地緣性及宗親關係」等特色，卻因有大部分衍生為專門從事非法活動的不良聚合團體打著宗教名義在背後為所欲為，不再單純只是聚落裡的宗教組織，「角頭」更在過度地引用下成了不良聚合的代名詞，與過去稱呼聚落宗教組織的實質關係已有所不同了。

## 角頭與黑幫
現今「角頭」一詞和「黑幫」有一定的關聯，但在含義上是有所區別的。一般來說，「黑幫」是指一個組織化的犯罪集團，他們以暴力、恐嚇等手段從事非法活動，如賭博、販毒、勒索等。而「角頭」則主要指某個地區或社群中的權力領袖，他們可能有一定的社會地位、權威或聲望，通常不一定從事非法活動，但有時也會和黑幫有一定的聯繫。
總結來說，「角頭」和「黑幫」都是和權力、組織、暴力等密切相關的詞語，但在具體含義上是有所區別的。